# Gyroporus
Gyroporus là một chi nấm thuộc họ Boletaceae (phân bộ Boletineae).